# Ichiei Muroi
Ichiei Muroi (室井 市衛?, Muroi Ichiei; Prefettura di Saitama, 22 giugno 1974) è un ex calciatore giapponese, di ruolo difensore.